# Enrique García Martínez
Artikeln följer den spanska namnseden; faderns efternamn är García och moderns efternamn Martínez.
Enrique García Martínez, mer känd som Kike García, född 25 november 1989, är en spansk fotbollsspelare som spelar för Osasuna.

## Karriär
Den 2 februari 2016 värvades Kike av Eibar, men på grund av en miss i registreringen kunde han inte spela förrän följande säsong.
I maj 2021 värvades García av Osasuna, där han skrev på ett treårskontrakt.